# アンガウル州

アンガウル州

アンガウル州（アンガウルしゅう、英語: Angaur、パラオ語: Ngeaur）は、パラオ共和国の州の一つ。アンガウル島はパラオ諸島の南、ペリリュー島（ペレリウ島）の南西10kmに位置し、パラオを取り囲むサンゴ礁のさらに南にある。

## 概要
島の総面積は8km2。人口は2015年の国勢調査によると119人。
アンガウル州ではパラオ共和国の公用語であるパラオ語と英語の他、日本語がアンガウル州憲法第12条第1項で公用語として定められている。これは、第二次世界大戦より前のパラオが大日本帝国の委任統治領であった歴史的経緯の名残によるもので、日本語が公用語に定められている唯一の事例である（日本は日本国憲法などの法令によって公用語を定めていない）。ただし、現在のアンガウル州には日本語を日常会話に用いる住民は存在せず象徴的なものに留まっている。詳しくはパラオの頁を参照。
アンガウル島にはコロール島からの定期船およびチャーターボート、チャーター飛行機でアクセスが可能ではあるが、定期船は週１便しかなくスケジュールが頻繁に変更され外洋上に位置するため波が荒く欠航も多い。
容易に訪れ難い離島の一つである。他の手段としては、ペリリュー島のダイバーズショップが催行しているアンガウル島観光ツアーに参加するか、地元漁民の船をチャーターするのがよいと思われる。サーフィンの名所としても知られており、ダイバー向けのコテージホテルが1軒営業している。
第二次大戦中に米軍と戦い全滅した旧日本軍第14師団歩兵第59連隊第1大隊やその艦船及び航空機、現地民間人等の戦没者墓苑、小さな仏教寺院、顕彰碑がある。
1945年から1978年にかけて、アメリカ沿岸警備隊は、LORSTA（Loran Station) Palau を世界的なロランナビゲーションシステムの一部を担う LORAN（Long Range Navigation) の送信所として利用した。

## 歴史

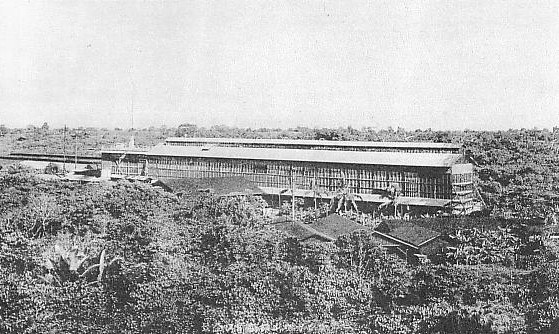
アンガウル燐鉱工場（1936年）

ドイツ領であった南洋諸島を第一次世界大戦中の1914年（大正3年）10月に日本軍が占領。1916年（大正5年）にはラサ島燐鉱株式会社の技師・池田が燐鉱調査のためアンガウルに来島。南洋諸島随一の埋蔵量とされた。大戦終結後の1919年（大正8年）6月、ヴェルサイユ条約が調印され赤道以北の旧ドイツ領地域を日本が委任統治することとなる。1922年（大正11年）にはパラオのコロール島を本庁として南洋庁が発足。同年4月に南洋庁のアンガウル島初代採鉱所長として前述の池田良介が赴任し、1936年（昭和11年）末までその職務についた。
第二次大戦中はペリリュー島と共に重要航空基地として要塞化される。1944年（昭和19年）9月17日に米軍が上陸を開始。日本軍は歩兵第59連隊第1大隊が応戦したが33日間の戦闘の末、後藤丑雄少佐以下生き残った130名が最後の突撃を敢行し玉砕した。終戦後の1947年よりアメリカの太平洋諸島信託統治領の一部となる。